# قائمة المساجد في تايوان
تَضمّ تايوان تسعة مساجد حتى عام 2018. اثنان منها في تايبيه، تخطط حكومة مدينة تايبيه حاليًا لبناء مسجد ثالث في تايبيه بالتعاون مع حكومة تركيا. مسجد تايبيه الكبير هو أكبر وأقدم مسجد في تايوان ويدار من قبل الرابطة الإسلامية الصينية التي تعتبر أكبر منظمة إسلامية في تايوان.
إلى جانب المساجد، تضم تايوان أيضًا العديد من غرف الصلاة الصغيرة المخصصة للمسلمين، والتي توجد عادةً في المطارات ومحطات القطار وغيرها، وفيما يلي قائمة المساجد في تايوان.

## القائمة
| الاسم               | بالصينية           | بالتايوانية                    | بلهجة الهاكا(1)               | الصورة | الموقع                      | تاريخ الإنشاء                                                  |
| ------------------- | ------------------ | ------------------------------ | ----------------------------- | ------ | --------------------------- | -------------------------------------------------------------- |
| مسجد تايبيه الكبير  | 台北清真寺         | Tâi-pak Chheng-chin-sī         | Thii-pet Chhîn-chṳ̂n-sṳ        |        | دان، تايبيه                 | 1947 (المبنى الأصلي) 1960 (المبنى الحالي)                      |
| مسجد كاوشيونغ       | 高雄清真寺         | Ko-hiông Chheng-chin-sī        | Kô-hiùng Chhîn-chṳ̂n-sṳ        |        | لينغيا، كاوشيونغ            | 1949 (المبنى الأصلي) 1951 (المبنى الثاني) 1992 (المبنى الحالي) |
| مسجد تايبيه الثقافي | 台北文化清真寺     | Tâi-pak Bûn-hoà Chheng-chin-sī | Thòi-pet Vùn-fa Chhîn-chṳ̂n-sṳ |        | تسونغزينغ، تايبيه           | 1950 (المبنى الأصلي) 1982 (المبنى الحالي)                      |
| مسجد تايتشونغ       | 台中清真寺         | Tâi-tiong Chheng-chin-sī       | Thòi-chûng Chhîn-chṳ̂n-sṳ      |        | نانتون، تايتشونغ            | 1951 (المبنى الأصلي) 1990 (المبنى الحالي)                      |
| مسجد لونجانج        | 龍岡清真寺         | Liông-kong Chheng-chin-sī      | Liùng-kông Chhîn-chṳ̂n-sṳ      |        | Zhongli ، تاويوان           | 1967 (المبنى الأصلي) 1989 (المبنى الحالي)                      |
| مسجد تاينان         | 台南清真寺         | Tâi-lâm Chheng-chin-sī         | Thii-nàm Chhîn-chṳ̂n-sṳ        |        | نانتون، تايتشونغ            | سبتمبر 1996                                                    |
| مسجد التقوى         | 大園清真寺         | Toā-Hng Chheng-chin-sī         | Thai-yèn Chhîn-chṳ̂n-sṳ        |        | دايوان، تاويوان             | 9 يونيو 2013                                                   |
| مسجد بيت المسلمين   | 巴特爾穆斯林清真寺 |                                |                               |        | مقاطعة ييلان                | 2014                                                           |
| مسجد النور تونغكانغ | 東港清真寺         | Tang-káng Chheng-chin-sī       | Tûng-kóng Chhîn-chṳ̂n-sṳ       |        | دونغقانغ، بينجتونج          | 18 فبراير 2018                                                 |
| مسجد الفلاح         | 花蓮清真寺         | Huālián Qīngzhēnsì             |                               |        | مدينة هوالين، مقاطعة هوالين | 18 مارس 2018                                                   |

## الملاحظات
- 1 لهجة الهاكا هي إحدى لهجات لغة الهاكا التي يتحدث بها شعب الهاكا.

## روابط خارجية
- المساجد في تايوان
- المساجد وغرف الصلاة في تايوان